# Eduard Heger
Eduard Heger   (Bratislava, 3 de maig de 1976) és un polític eslovac que des de l'1 d'abril de 2021 fins al 15 de maig de 2023 va exercir com a primer ministre d'Eslovàquia. Prèviament es va exercir com a vice-primer ministre i ministre de Finances com a part del gabinet d'Igor Matovič. Heger va ser membre del partit Gent Comuna (OĽaNO) fins a 2023, quan es va integrar al partit Demòcrates.

## Biografia
Heger va estudiar a la Facultat de Comerç de la Universitat d'Economia de Bratislava i va treballar, entre altres coses, com a gerent abans d'ingressar a la política eslovaca. A les eleccions de 2016 va ser elegit diputat del Consell Nacional i al març de 2020 va ser nomenat com a ministre de Finances del govern d'Igor Matovič sorgit de les eleccions legislatives eslovaques de 2020. Ha estat membre de la Junta de Governadors del Banc Europeu per a la Reconstrucció i el Desenvolupament des de 2020.
En el curs de la crisi del govern eslovac a causa de la pandèmia de COVID-19, Heger va encapçalar temporalment el Ministeri de Salut després que l'anterior titular Marek Krajčí presentés la seva renúncia el 12 de març de 2021. Pel mateix motiu, va ser ministre d'Educació en funcions des del 25 de març de 2021, després de la dimissió de Roman Mikulec.

### Primer ministre
El 28 de març de 2021, el primer ministre Igor Matovič va anunciar que dimitiria a favor de Heger i, a canvi, assumiria el càrrec de ministre de Finances. L'1 d'abril de 2021, el govern de Heger va ser aprovat per la presidenta Zuzana Čaputová.
Tot i que les eleccions estaven previstes per 2024, el 15 de desembre de 2022 el govern de Heger va perdre una moció de censura. Čaputová havia de nomenar un nou primer ministre però diversos partits de l'oposició i de la coalició guvernamental van manifestar que preferirien unes eleccions anticipades, obligant a modificar la Constitució per permetre celebrar-les, sent les primeres al país des de 2012.